# Marisbrug
De Marisbrug, ook wel bekend als de Mauritsbrug, is een vaste brug in de Noord-Hollandse gemeente Heemstede. De brug overspant de Crayenestervaart en ligt op de grens met de gemeente Haarlem. Ze verbindt de Heemsteedse J.H. Weissenbruchweg met de Haarlemse Prins Mauritslaan. De noordoever aan de brug vormt sinds 1927 de gemeentegrens tussen Heemstede en Haarlem.
De brug is vernoemd naar het iets zuidelijker gelegen Marisplein in de Schildersbuurt, dat op zijn beurt is genoemd naar de schilder Jacob Maris. Vanwege de ligging nabij de Prins Mauritslaan wordt de brug ook wel de Mauritsbrug genoemd.

## Geschiedenis
Aanvankelijk werd voorgesteld de brug te vernoemen naar het Bronsteepark, als Bronsteebrug. Tijdens een raadsvergadering in 1928 wees een insprekende Heemstedenaar erop dat deze naam verwarrend kon zijn, aangezien het Bronsteepark spoedig zou verdwijnen vanwege de aanleg van een nieuw stratenplan. Bovendien lag de brug niet in het verlengde van de Bronsteeweg en bevond zij zich niet nabij de Bronsteeschool. Als alternatief werd de naam Marisbrug voorgesteld, naar het nabijgelegen Marisplein. Deze naam werd na inspraak met twaalf van de veertien stemmen aangenomen. De aan weerszijden gelegen gronden zijn bebouwd tussen 1910 en 1930.
De brug werd ontworpen door de Dienst der Publieke Werken in samenwerking met de beeldhouwer H.A. van den Eijnde en werd in 1928 opgeleverd.

## Beschrijving
De brug is uitgevoerd in een stijl die elementen van de Nieuwe zakelijkheid en het expressionisme combineert. Er is gebruikgemaakt van staal, beton, natuursteen en graniet. De smeedijzeren brugleuningen bevatten decoratieve motieven in de stijl van de Amsterdamse School. De golvende patronen in het hekwerk verwijzen naar de stroming van het water onder de brug.
De Marisbrug is een vaste liggerbrug. Het brugdek is opgebouwd uit stalen I-profielen, stampbeton en gewapend beton. Het rijvlak is afgewerkt met asfalt, terwijl de trottoirs aan weerszijden zijn voorzien van stoeptegels die rusten op een zandbed.
De landhoofden springen naar voren ten opzichte van de taluds van de Crayenestervaart en zijn gefundeerd op stampbeton. Ze zijn opgetrokken uit paarsrode baksteen in staand verband, met afgeronde hoeken die bekleed zijn met granieten blokken. Ter hoogte van het brugdek worden deze hoeken bekroond met granieten pylonen. Deze pylonen zijn aan weerszijden van de brug onderling verbonden door een horizontale granieten lijst, wat de compositie een monumentaal karakter geeft.
Aan de noordzijde van de brug, richting de Prins Mauritslaan, zijn de pylonen verbonden met plastisch bewerkte granieten pijlers. Deze zijn geïntegreerd in de naar boven doorgetrokken zijwanden van het landhoofd. De oostelijke pijler draagt, aan de zijde van de weg, de onder elkaar geplaatste letters ANNO; op de westelijke pijler is het jaartal 1928 in verticale richting aangebracht.
Amstelbrug · Asterbrug · Blauwe Brug · Boekenrodebrug · Bosch en Hovenbrug · Bronsteebrug · Crayenesterbrug · Emausbrug · Glipperbrug · Grotbrug · Händelbrug · Houtvaartbrug · Huygensbrug · IJzeren Brug · Kwakelbrug · Leyduinbrug · Lindenbrug · Manpadsbrug · Marisbrug · Van Merlenbrug · Molenbrug · Overbosbrug · Schouwbroekerbrug · Vaartbrug · Vrijheidsbrug · Zandvaartbrug · Zandvoortsebrug